# Hydra - L'isola del mistero
Hydra - L'isola del mistero (Hydra) è un film per la televisione statunitense del 2009 di genere horror-fantascientifico diretto da Andrew Prendergast.

## Trama
In una piccola isola sperduta e inesplorata, un gruppo di esploratori guidati viene divorato da un mostro di nome Hydra, un pericoloso mostro a tre teste, dopo aver scoperto un tempio perduto di Zeus in cui sarebbe custodita la leggendaria spada di Ercole. Nello stesso luogo, due mesi dopo, giungono su una nave quattro uomini, chiamati a partecipare a un pericoloso gioco in cui devono dare la caccia a quattro detenuti, tra cui un ex marine. Ben presto, si ritroveranno in un incubo, in cui lo stesso mostro sta per compiere una strage, ma uno di loro corre a chiamare aiuto.